# Кургашка
Курга́шка (рос. Кургашка) — присілок у складі Білокатайського району Башкортостану, Росія. Входить до складу Карлихановської сільської ради.
Населення — 13 осіб (2010; 42 у 2002).
Національний склад:
- башкири — 100 %